# Стасевич, Абрам Львович
Абрам Львович Стасевич (28 декабря 1906 [10 января 1907], Симферополь — 27 ноября 1971, Кисловодск, Ставропольский край) — советский дирижёр и композитор. Дирижёр Всероссийского гастрольно-концертного объединения. Заслуженный деятель искусств РСФСР (1957).

## Биография
Родился в Симферополе 10 января 1907 года (по новому стилю). Играл в составе городского симфонического оркестра в группе виолончелей. Позже начал обучение в Московской консерватории, в классе виолончели у профессора Семёна Козолупова. Окончив курс в 1931 году, поступил на дирижёрское отделение под руководством Лео Гинзбурга. В 1937 году получил диплом дирижёра.
С 1928 года играл в составе оркестра Московской филармонии. В 1936—1937 годах был ассистентом венгерского дирижёра Ойгена Сенкара, руководившего орекстром с 1934 года. В апреле 1937 года дебютировал как дирижёр.
В военные годы был дирижёром Тбилисской оперы и орекстра Орджоникидзе. В 1942—1944 годах работал с оркестром Ленинградской филармонии, эвакуированной в Новосибирск. В 1944—1952 дирижировал симфоническим орекстром Всесоюзного радио в Москве. Часто гастролировал по Советскому Союзу, в 1968 году состоялись гастроли в США.
В своём репертуаре значительное внимание уделял произведениям своих современников. Впервые исполнил 22 симфонию-балладу и Дивертисмент Николая Мясковского, произведений из балета «Золушка» Сергея Прокофьева и ряда сочинений Дмитрия Шостаковича. Работал над фильмами Сергея Эйзенштейна «Александр Невский» и «Иван Грозный».
Стасевич является автором ряда музыкальных произведений, в том числе кантаты «Бородино» (1964) и оратории «Сказ о Великой Отечественной войне и русском воине» (1965).
В 1957 году Стасевичу было присвоено звание заслуженного деятеля искусств РСФСР.